# Ali ibn Ridwan
Abū l-Ḥasan ʿAlī ibn Riḍwān al-Miṣrī (Giza, 988 circa – 1061 circa) è stato un medico musulmano egiziano, un astrologo e un astronomo.

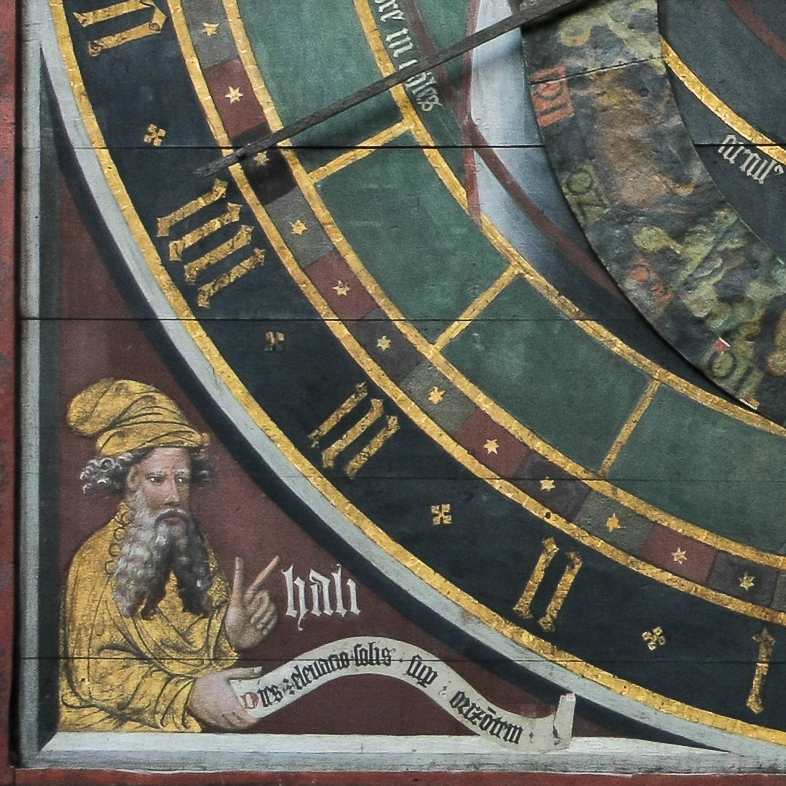
Ali ibn Ridwan

Commentò libri di antica medicina greca, e in particolare opere di Galeno. Il suo Commentario dell’Ars Parva di Galeno fu più tardi tradotta da Gherardo da Cremona. È anche noto per la sua osservazione della supernova SN 1006 nell'anno 1006. Tale descrizione è all'interno del suo Commentario sull'opera di Claudio Tolomeo nota come Tetrabiblos.
Fu in seguito ampiamente ricordato come Haly, o Haly Abenrudian. Secondo A. C. Crombie contribuì anche alla teoria dell'induzione. Fu impegnato in una celebre polemica scientifica contro un altro medico, Ibn Butlan, ma in realtà il suo carattere lo portò spesso a polemizzare animosamente con altri scienziati, del passato e contemporanei, come Hunayn ibn Ishaq, al-Rāzī, il tunisino Ibn al-Jazzār e Ibn al-Ṭayyib.

## Opere
- Un commentario sul Tetrabiblos di Claudio Tolomeo (lo pseudo-tolemaico Centiloquio e i suoi Commentari, spesso attribuiti a lui sono invece più probabilmente da attribuire ad Ahmad ibn Yusuf ibn al-Daya)
- De revolutionibus nativitatum, edito da Luca Gaurico, stampato a Venezia (1524)
- Tractatus de cometarum significationibus per xii signa zodiaci, stampato a Norimberga (1563)
- Estratti (perduti in greco) dei commenti di Galeno al De humoribus e al De alimento di Ippocrate (manoscritto di Cambridge Dd. 12.1). Negli estratti al commento pseudogalenico al De natura pueri ippocratico ricorda di aver visto un bambino barbuto e peloso in Egitto nell'anno 426 dell'Egira (1034).